# 天津市监察委员会
天津市监察委员会，是中华人民共和国天津市的省级国家监察机关。

## 内设机构
2018年改革前，中共天津市纪委、市监察局设置办公厅、信访室、干部室、宣传教育室、案件审理室、政策法规室、研究室、执法监察室、廉洁自律室、监察综合室、纠风室、案件管理室、纪检监察室、老干部室、机关党委
2018年，根据《中华人民共和国监察法》和《天津市机构改革方案》，组建天津市监察委员会，作为省级国家监察机关，与中共天津市纪委合署办公。

## 职责
根据《中华人民共和国监察法》，国家监察机关履行监督、调查、处置职责：
1. 对公职人员依法履职、秉公用权、廉洁从政从业以及道德操守情况进行监督检查；
2. 对涉嫌贪污贿赂、滥用职权、玩忽职守、权力寻租、利益输送、徇私舞弊以及浪费国家资财等职务违法和职务犯罪进行调查；
3. 依据相关法律对违法的公职人员作出政务处分决定；对在行使职权中存在的问题提出监察建议；对履行职责不力、失职失责的领导人员进行问责；对涉嫌职务犯罪的，将调查结果移送检察机关依法提起公诉。